# Усть-Кадинское сельское поселение
Усть-Кадинское сельское поселение  или Усть-Кадинское муниципальное образование — муниципальное образование со статусом сельского поселения в
Куйтунском районе Иркутской области России. 
Административный центр — Усть-Када.

## Население
| 2010 | 2011 | 2012 | 2013 | 2014 | 2015 | 2016 |
| ---- | ---- | ---- | ---- | ---- | ---- | ---- |
| 640  | ↘637 | ↘612 | ↘593 | ↘586 | ↗588 | ↘579 |
| 2017 |      |      |      |      |      |      |
| ↘573 |      |      |      |      |      |      |

По результатам Всероссийской переписи населения 2010 года численность населения муниципального образования составила 640 человек, в том числе 331 мужчина и 309 женщин.

## Населённые пункты
В состав муниципального образования входят населённые пункты
- Усть-Када
- Новая Када[12]

Исчезнувшие населённые пункты:
- Киселёк
- Ходобок
- Троицкий